# Barra do Rio Azul
Barra do Rio Azul é um município brasileiro do estado do Rio Grande do Sul.

## Geografia
Pertence à Mesorregião do Noroeste Rio-Grandense e à Microrregião de Erechim. É um município que conta com as águas do Rio Uruguai e que faz divisa fluvial com o estado de Santa Catarina.
No centro da cidade tem o encontro de dois rios : o Rio Paloma e o Rio Azul, onde os quais desembocam no Rio Uruguai, aos pés da barragem de Itá.